# 蘇懷仁
蘇懷仁（1949年—2014年7月28日），生於台灣，擁有中華民國與美國雙國籍，生物化學家，曾任職於哈佛醫學院，為羅氏藥廠與Biogen Idec公司資深副總裁，台灣生技整合育成中心首席顧問。對台灣生技業發展有很大貢獻。

## 生平
畢業於台灣大學化學系，美國加州大學舊金山分校醫學博士及柏克萊分校生物化學博士。畢業後任職於哈佛醫學院，後進入羅氏藥廠工作，一路晉升為羅氏藥廠與Biogen Idec公司資深副總裁。在羅氏藥廠期間，領導開發了克流感藥劑。對於藥物理論、實驗、臨床到上市銷售皆有豐富經驗。
2011年，經行政院政務委員朱敬一至美國聘請，回台灣擔任生技整合育成中心首席顧問。協助經濟部和科技部擬定生技業發展計畫，並為台灣生技業尋找資金及國外人才。
2014年，發現罹患淋巴癌，回到美國治療。7月28日，在舊金山病逝，享壽65歲。